# Елиминационна клетка (2013)
„Елиминационна клетка 2013“ (Elimination Chamber 2013) е турнир на Световната федерация по кеч.
Турнирът е pay-per-view и се провежда на 17 февруари 2013 г. на „Ню Орлиънс Арена“.

## Мачове
| #           | Мач                                                                         | Правила                                                                                         |       |
| ----------- | --------------------------------------------------------------------------- | ----------------------------------------------------------------------------------------------- | ----- |
| Преди шоуто | Бродъс Клей и Лорд Тенсаи победиха Деймиън Сандау и Коуди Роудс             | Отборен мач                                                                                     | 04:06 |
| 1           | Алберто Дел Рио (c) победи Грамадата чрез Предаване                         | Сингъл мач за световната титла в тежка категория                                                | 13:09 |
| 2           | Джак Суагър победи Ренди Ортън Крис Джерико Даниел Брайън Марк Хенри и Кейн | Елиминационна клетка мач за главен претендент за световната титла в тежка категория на Кечмания | 31:18 |
| 3           | Сет Ролинс, Дийн Амброус и Роман Рейнс победиха Джон Сина, Шеймъс и Райбек  | 6 мъже отборен мач                                                                              | 14:48 |
| 4           | Антонио Сезаро (c) победи Миз чрез Дискфалификация                          | Сингъл мач за титлата на щатите                                                                 | 08:26 |
| 5           | Долф Зиглър победи Кофи Кингстън                                            | Сингъл мач                                                                                      | 04:56 |
| 6           | Кейтлин (c) победи Тамина                                                   | Сингъл мач за титлата на дивите                                                                 | 03:14 |
| 7           | Скалата (c) победи Си Ем Пънк                                               | Сингъл мач за титлата на световната федерация по кеч                                            | 21:02 |

### Елиминационната Клетка входове и елиминации
| Елиминиран | Участник      | Въведен       | Елиминиран от | Елиминиран ход                             | Време         |
| ---------- | ------------- | ------------- | ------------- | ------------------------------------------ | ------------- |
| 1          | Даниел Браян  | 1             | Марк Хенри    | Туширан след Най-силното тръшване на света | 16:35         |
| 2          | Кейн          | 4             | Марк Хенри    | Туширан след Най-силното тръшване на света | 18:21         |
| 3          | Марк Хенри    | 6             | Ренди Ортън   | туширан след Ар Кей О                      | 23:20         |
| 4          | Крис Джерико  | 2             | Ренди Ортън   | Туширан след Ар Кей Ол                     | 31:11         |
| 5          | Ренди Ортън   | 5             | Джак Фукльото | Туширан след Превъртане                    | 32:29         |
| Победител: | Джак Фукльото | Джак Фукльото | Джак Фукльото | Джак Фукльото                              | Джак Фукльото |